# 674
| [ Edytuj tabelę ]          |                                   |
| Cesarz Bizancjum           | - 668 Konstantyn IV 685           |
| Cesarz Chin                | - 649 Tang Gaozong 683            |
| Król Essexu                | - 664 Sighere 683 - 664 Sebbi 694 |
| Król Franków               | - 673 Childeryk II 675            |
| Cesarz Japonii             | - 673 Tenmu 686                   |
| Kalif                      | - 661 Mu’awija I 680              |
| Król Kentu                 | - 673 Hlothere 685                |
| Patriarcha Konstantynopola | - 669 Jan V 675                   |
| Król Longobardów           | - 671 Perktarit 688               |
| Król Mercji                | - 658 Wulfhere 675                |
| Król Nortumbrii            | - 670 Egfryt 685                  |
| Papież                     | - 672 Adeodat II 676              |
| Król Wizygotów             | - 672 Wamba 680                   |

Rok 674 / DCLXXIV
stulecia: VI wiek ~
VII wiek ~
VIII wiek

lata: 664 «
669 «
670 «
671 «
672 «
673 «
674
» 675
» 676
» 677
» 678
» 679
» 684

## Wydarzenia
- Europa
  - Wojska kalifa Mu’awiji rozpoczęły oblężenie Konstantynopola, w którym panował wówczas Konstantyn IV.
  - 29 kwietnia w czasie oblężenia Konstantynopola wynaleziono ogień bizantyjski.

- Azja
  - W Kyzikos zaczęła stacjonować flota arabska.
  - Arabowie podjęli inwazję na rządzony przez dynastię Dabudżydów Tabarystan.

## Zmarli
- Hongren (lub w 675 r.), piąty patriarcha buddyzmu chan (jap. zen).